# 博比亞京
50°30′2″N 24°26′13″E / 50.50056°N 24.43694°E
博比亞京（烏克蘭語：Боб'ятин），是烏克蘭西部的村莊，隸屬利維夫州的舍普季茨基區。該村面積2.22平方公里，海拔高度207米，2023年人口700，人口密度每平方公里395.5人。